# Федеріко Нсуе
Федеріко Нсуе (ісп. Federico Nguema, нар. 20 квітня 1997, Малабо) — екваторіальногвінейський футболіст, півзахисник молдовського клубу «Бєльці».

## Клубна кар'єра
Народився 20 квітня 1997 року в місті Малабо. Вихованець футбольної школи клубу «Кано Спорт».
У дорослому футболі дебютував 2015 року виступами за команду «Мальорка Б». 
Своєю грою за цю команду привернув увагу представників тренерського штабу клубу «Кано Спорт», до складу якого приєднався 2016 року, де відіграв наступні шість сезонів своєї ігрової кар'єри.
У 2022 році уклав контракт з клубом «Динамо-Авто», у складі якого провів наступний рік своєї кар'єри гравця. 
До складу клубу «Бєльці» приєднався 2023 року. Станом на 27 січня 2024 року відіграв за клуб з Бєльців 24 матчі в національному чемпіонаті.

## Виступи за збірну
У 2021 році дебютував в офіційних матчах у складі національної збірної Екваторіальної Гвінеї.
У складі збірної був учасником Кубка африканських націй 2023 року у Кот-д'Івуарі.
| Дата       | Місто    | Господарі            | Результат | Гості                | Турнір                                  | Голи | Примітки |
| ---------- | -------- | -------------------- | --------- | -------------------- | --------------------------------------- | ---- | -------- |
| 12-6-2016  | Котону   | Бенін                | 2 – 1     | Екваторіальна Гвінея | Відбір до Кубка африканських націй 2017 | -    | 46'      |
| 11-10-2016 | Бейрут   | Ліван                | 1 – 1     | Екваторіальна Гвінея | товариський матч                        | -    | 68'      |
| 3-9-2017   | Малабо   | Екваторіальна Гвінея | 1 – 2     | Бенін                | товариський матч                        | -    |          |
| 17-11-2023 | Монровія | Ліберія              | 0 – 1     | Екваторіальна Гвінея | Відбір до ЧС 2026                       | -    | 46'      |
| 25-3-2024  | Джидда   | Кабо-Верде           | 1 – 0     | Екваторіальна Гвінея | товариський матч                        | -    | 77'      |
| Усього     |          | Матчів               | 5         |                      | Голів                                   | 0    |          |